# Royal de Luxe
Royal de Luxe é uma companhia francesa de teatro de rua, que se caracteriza por usar marionetes gigantes em suas obras. A companhia foi fundada em 1979 por Jean Luc Courcoult. Instalado em Nantes, a companhia se apresenta na França, Bélgica, Inglaterra, Chile e Alemanha.

## Galeria de fotos

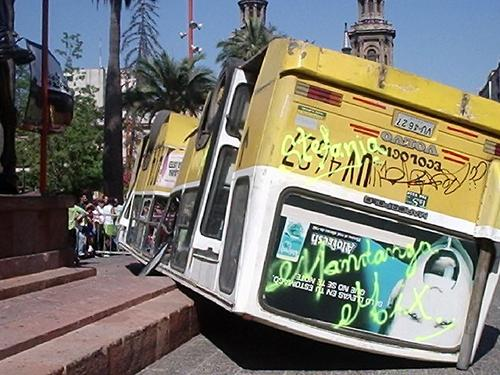
A Pequena Gigante e o Rinoceronte, espetáculo apresentado no Festival internacional de teatro Santiago de Chile
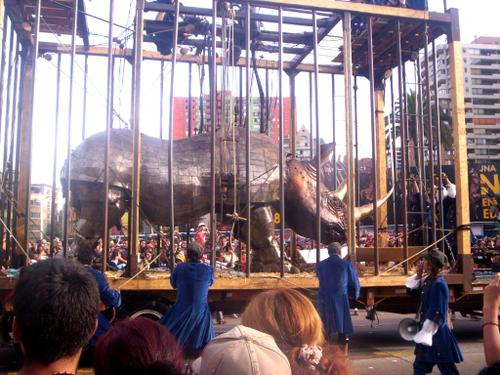
O Rinoceronte